# Monographie

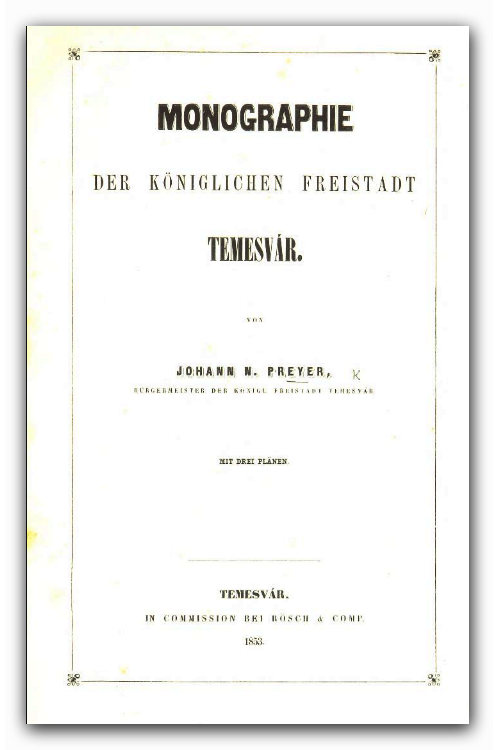
Monographie à propos de la ville de Temesvár datant de 1853 et écrite en allemand par Johann N. Preyer.

Une monographie est à l'origine un livre ou un traité non périodique, c'est-à-dire complet en un seul volume ou destiné à être complété en un nombre limité de volumes. En sociologie, on peut le définir comme une étude approfondie limitée à un fait social particulier et fondée sur une observation directe qui, mettant en contact avec les faits concrets, participe de l'expérience vécue.
De nos jours, le terme monographie est surtout utilisé lorsque l'on parle d'une « étude exhaustive et large portant sur un sujet précis et limité ou sur un personnage ». Nous avons des monographies dans les différents secteurs ou domaines de la vie avec leurs descriptions spécifiques conformément au domaine donné.

## Sciences de l'information
En sciences de l'information, le terme monographie s'oppose aux publications en séries et autres ressources continues, ce qui suppose un type de traitement particulier en bibliothèque. Les monographies sont identifiées par un ISBN. Les composantes d’une monographie en tant qu’ouvrage sont généralement : la page de couverture, la page de titre, l’introduction, la table des matières, les chapitres, la bibliographie, l’index, l’achevé d’imprimer et la quatrième de couverture. En revanche, le concept de monographie ne dépend ni de la forme, ni du support : un livre, un disque ou une carte géographique peuvent être des monographies.
Le traitement des monographies en bibliothèque, donne naissance à des fiches ou description catalographiques. Ces fiches catalographiques sont créées grâce aux langages documentaires comme le catalogage ou l’indexation.
Ces langages documentaires visent principalement à permettre aux usagers de la bibliothèque de trouver facilement des monographies dans le catalogue de bibliothèque et d’y accéder. Grâce au catalogage descriptif, les usagers les trouvent en cherchant par mot clé et en utilisant les options de recherche avancée, comme le titre et l’auteur. L’analyse documentaire permet aux usagers de trouver des articles sur un sujet précis en cherchant par sujet dans le catalogue de leur bibliothèque locale. Et, bien sûr, grâce aux cotes, les usagers trouvent les articles sur les tablettes de la bibliothèque.

## Anthropologie
En anthropologie, on parle de « fresque monographique » pour désigner une description au sens large en opposition à une description contextualisée. La fresque monographique serait une modalité aujourd'hui largement dépassée et relève d'une ambition encyclopédique qui n'est en rien propre aux sciences sociales (de Sardan 2008, p. 136-137). Si la fresque monographique n'est plus à la mode en anthropologie, l'enquête ethnographique par contre reste un travail de terrain incontournable et sera le plus souvent réalisé selon la méthode d'observation participante.

## Sociologie
En sociologie, une monographie est une enquête ou une étude « approfondie limitée à un fait social particulier et fondée sur une observation directe qui, mettant en contact avec les faits concrets, participe de l'expérience vécue et relève de la sociologie compréhensive ».

## Histoire
Une monographie en histoire est un livre ou un ouvrage historique « qui permet de faire connaître l’état social : usages, mœurs, institutions, idées et langue et qui explique l’évolution d’une société : déplacement de population, changement d’industrie, déchéance morale, innovations artistiques, scientifiques et religieuses, guerres, révolutions, etc. » (Caron Ivanhoe, 1926). Elle narre donc une histoire ou un fait produit au cours des années passées dans un pays selon ses différents secteurs de vie. Notons aussi que les histoires racontées dans les monographies ne sont généralement pas actualisées du fait que ce ne sont pas des périodiques, mais aussi une monographie peut exister en différents tomes.
Toute monographie historique, pour être utile, c’est-à-dire pleinement utilisable, doit se soumettre à trois règles : Premièrement dans une monographie, tout fait historique tiré de documents ne doit être présenté qu’accompagné de l’indication des documents d’où il sort et de la valeur de ces documents ; Deuxièmement il faut suivre, autant que possible, l’ordre chronologique, parce que c’est celui dans lequel on est sûr que les faits se sont produits ? et qu’on devra chercher les causes et les effets ; et Troisièmement il faut que le titre de la monographie en fasse connaître le sujet avec exactitude : on ne saurait trop protester contre les titres incomplets ou de fantaisie, qui compliquent si gratuitement les enquêtes bibliographiques.
Il existe aussi des monographies d'histoire complètement inventé ou imaginé par des auteurs, appelée des romans (policiers, jeunesses, animés, etc.).

## Monographies locales et régionales
Les monographies locales sont généralement produites pour souligner un événement marquant dans la vie d’une communauté (par exemple, l’anniversaire de fondation). Inégales de valeur, mais toujours d'intérêt certain par leurs lacunes mêmes, à l'occasion, ces esquisses historiques ou géographiques, voire synthétiques, représentent, en somme, quand elles sont —la plupart du temps— consciencieuses, un état moyen des connaissances.